# Atractodes gravidus
Atractodes gravidus là một loài tò vò trong họ Ichneumonidae.